# Esna
Esna of Isna is een Egyptische stad in het Qina gouvernement op de westelijke oever van de Nijl die 55 kilometer ten zuiden van Luxor en 50 km ten noorden van Edfu ligt. In het Oude Egypte was Esna de hoofdplaats van de derde nome van Opper-Egypte en was de naam Ta-senet of Ioenit. Onder de Grieken kreeg ze de naam Latopolis naar de Lates niloticus (Nijlbaars), een bekende vissoort die daar veel voorkomt.
Veel toeristen bezoeken de tempel van Esna. Heden ten dage is het een agrarisch dorp met een groot toeristisch inkomen. Vlak bij Esna ligt een dam in de Nijl, waar de schepen door een sluis moeten.

## Bezienswaardigheden
- tempel van Esna
- Bazaar
- Kamelenmarkt (zaterdag)